# Antonia aus Tirol
Antonia aus Tirol, de son vrai nom Sandra Stumptner (née le 10 mars 1980 à Linz) est une chanteuse autrichienne.

## Biographie
Elle monte sur scène pour la première fois à 14 ans avec son père. Elle se fait connaître en 1999 en chantant la reprise par DJ Ötzi Anton aus Tirol. À la suite de ce succès, elle commence sous le nom Antonia feat. Sandra S. et publie les singles Ich bin viel schöner et Knallrotes Gummiboot. Elle entame 200 spectacles en Allemagne, en Autriche, en Suisse, aux Pays-Bas, en Belgique, au Luxembourg, à Dubaï, en Italie, en Russie et à Majorque.
Son répertoire se compose de chansons festives, mais aussi de schlager et romantiques. Dans les productions les plus récentes, elle est l'auteur de textes.
En 2005, elle participe une semaine à l'édition allemande de Big Brother.
Après un évanouissement le 22 mars 2007, dans le hall d'un hôtel de luxe à Düsseldorf, elle est d'abord traitée en soins intensifs puis soignée dans une clinique dans le Bade-Wurtemberg pour une maladie gastrique. Les médecins diagnostiquent aussi un syndrome d’épuisement professionnel. Pendant sa convalescence, elle perd beaucoup de poids.
Le 5 juin 2009, elle sort le single 1000 Träume weit (Tornerò), une reprise de I Santo California, qui prend la 89e place des ventes en Allemagne. Il précède le double-album Zeitträume en septembre. Sa réalisation et sa promotion font l'objet d'une émission de réalité scénarisée mieten, kaufen, wohnen. L'année suivante, on la voit dans le docu-soap Tattoo Attack – Stars stechen zu  se faire tatouer.
Le 30 août 2010, elle et son chauffeur Peter Schutti sont gravement blessés lors d'une sortie de route à Bad Homburg vor der Hohe. Elle réapparaît le 17 septembre.

## Discographie
Singles
- 2000 : Ich bin viel schöner (Antonia feat. Sandra)
- 2000 : Knallrotes Gummiboot (Antonia feat. Sandra)
- 2001 : Mir geht's so gut (Antonia feat. Sandra)
- 2002 : Blau blüht der Enzian – blau, blau, blau (Heino & Antonia)
- 2002 : Herz an Herz (Sandra S.)
- 2003 : Herzilein (Antonia & Tom Tulpe)
- 2004 : Wenn der Hafer sticht (Antonia)
- 2004 : Lebt denn der alte Holzmichl noch? (Antonia)
- 2005 : Dirndlsong (Fass mir an mein Dirndl…) (Antonia)
- 2006 : Keine Sünde (Antonia)
- 2006 : Ohne Dich (Antonia)
- 2007 : Sie wissen nicht, was sie tun (Antonia)
- 2007 : Hände hoch (Antonia aus Tirol & Kimberly)
- 2007 : Das rote Pferd (Antonia aus Tirol & Kimberly)
- 2008 : So a schöner Tag / Fliegerlied (Antonia aus Tirol)
- 2009 : 1000 Träume weit (Tornerò) (Antonia aus Tirol)
- 2009 : Du bist der Mann für's Leben (Antonia aus Tirol)
- 2010 : Tränen lügen nicht (2010) (Antonia aus Tirol)
- 2011 : Hey was geht ab (Whats up) (2011) (Antonia aus Tirol)
- 2013 : Alles gelogen (Antonia aus Tirol)
- 2014 : Be my Baby (Antonia aus Tirol)
- 2014 : Auf die Bänke fertig los (Oh la la la) (Antonia aus Tirol)
- 2015 : Ohne Dich (fühl ich mich leer) (Antonia aus Tirol)
- 2017 : Raum des Schweigens (reprise de Sound of Silence) (Antonia aus Tirol)

Albums
- 2001 : Dirndl Power (Antonia feat. Sandra)
- 2003 : Best of (Antonia feat. Sandra S.)
- 2009 : Zeitträume
- 2010 : Mein Weg (2CD)
- 2011 : Lebendig (2CD)
- 2013 : Mein Festival der Lieder

## Source de la traduction
- (de) Cet article est partiellement ou en totalité issu de l’article de Wikipédia en allemand intitulé « Antonia aus Tirol » (voir la liste des auteurs).